# Хенераль-Ламадрид (департамент)
Департамент Хенераль-Ламадрид  (исп. Departamento de General Lamadrid) — департамент в Аргентине в составе провинции Ла-Риоха.
Территория — 6179 км². Население — 1734 человек. Плотность населения — 0,30 чел./км².
Административный центр — Вилья-Кастелли.

## География
Департамент расположен на северо-западе провинции Ла-Риоха.
Департамент граничит:
- на северо-востоке — с департаментом Винчина
- на востоке — с департаментом Чилесито
- на юге — с департаментом Коронель-Фелипе-Варела
- на юго-западе — с провинцией Сан-Хуан
- на западе — с Чили

## Важнейшие населенные пункты[2]
| № | Населённый пункт | Населённый пункт (исп.) | Категория | Население чел. (2010) | На карте                        |
| - | ---------------- | ----------------------- | --------- | --------------------- | ------------------------------- |
| 1 | Вилья-Кастелли   | Villa Castelli          | поселок   | 1697                  | 29°00′50″ ю. ш. 68°13′31″ з. д. |
| 2 | Ривадавия        | Rivadavia               | поселок   | н/д                   | 28°59′41″ ю. ш. 68°12′33″ з. д. |